# Autokorelace
Autokorelace náhodných složek je jev, kterým ve statistice označujeme porušení Gauss-Markovova požadavku pro možnost odhadu regresních parametrů metodou nejmenších čtverců.
Matice kovariancí {\displaystyle \Sigma }, která má při splnění nekorelovanosti náhodných složek tvar: {\displaystyle \Sigma =\sigma ^{2}*I_{n}}, při autokorelaci vykazuje nenulové kovariance (tedy nediagonální prvky jsou nenulové). Platí, že {\displaystyle \sigma ^{2}} je nám neznámý rozptyl náhodných složek a {\displaystyle I_{n}} je jednotková matice řádu n.

## Příčiny vzniku autokorelace
1. chybná specifikace modelu - tzv. kvaziautokorelace
2. přílišná aproximace v modelu (např. místo {\displaystyle x^{2}} použijeme x apod.
3. použití časově zpožděných proměnných v modelu
4. zahrnutí chyb měření do vektoru u
5. použití upravených dat - např. extrapolovaných, centrovaných, interpolovaných apod.

## Důsledky autokorelace
1. ztráta vydatnosti odhadu i asymptotické vydatnosti odhadu regresních parametrů
2. {\displaystyle \sigma ^{2}} i standardní chyby {\displaystyle s_{b_{j}}} jsou vychýlené, R2 je nadhodnoceno, zatímco t-testy jsou slabé a rezidua jsou podhodnocená

## Autokorelace prvního řádu
Tzv. autoregresní struktura prvního řádu:
{\displaystyle u_{t}=\rho *u_{t-1}+\epsilon _{t}}
zároveň platí následující vztah:
{\displaystyle E(u_{t}^{T}u_{s})=\rho ^{t-s}*\sigma ^{2}}
kde {\displaystyle \rho } je tzv. autokorelační koeficient prvního řádu. Platí pro něj {\displaystyle \left|\rho \right|\leq 1}, protože jinak by měla rovnice explozivní charakter a byla by tak narušena homoskedasticita v matici {\displaystyle \Sigma }. Nejsilnější korelace je vždy mezi dvěma sousedními vektory náhodných složek.
- Pokud je {\displaystyle \rho >0}, pak se jedná o pozitivní autokorelaci.
- Pokud je {\displaystyle \rho <0}, pak se jedná o negativní autokorelaci.
- Pokud je {\displaystyle \rho =0}, pak jsou složky vektorů {\displaystyle u_{s}} a {\displaystyle u_{t}} sériově nezávislé.

## Testování výskytu autokorelace
Protože neznáme přesnou podobu vektoru náhodných složek u, pracujeme s vektory reziduí {\displaystyle e_{i}}.

### Durbinova-Watsonova statistika

#### Předpoklady použití testu
1. úrovňová konstanta v modelu
2. regresory nejsou stochastické proměnné

#### Testovací statistika
{\displaystyle d={\frac {\sum _{t=2}^{T}(u_{t}-u_{t-1})^{2}}{\sum _{t=1}^{T}u_{t}^{2}}}}
Pro výslednou charakteristiku nelze určit kritickou hodnotu, při které bychom odmítli hypotézu H0 při testování proti d-statistice. Postup vyhodnocení je následující:
1. statistika d má střední hodnotu E(d) = 2 a nachází se v intervalu <0;4>
2. stanovíme tabulkové hodnoty dD (dolní mez d) a dH (horní mez d) podle stupňů volnosti modelu
3. porovnáme hodnotu d s následujícími intervaly a na základě pozice d vyhodnotíme autokorelaci:

- Interval <0;dD> značí pozitivní autokorelaci
- V intervalu <dD;dH> nemůžeme rozhodnout, zda se jedná o korelaci, či nikoliv
- Interval <dH;2> poukazuje na statisticky nevýznamnou pozitivní autokorelaci

- Interval <2;4-dH> poukazuje na statisticky nevýznamnou negativní autokorelaci
- V intervalu <4-dH;4-dD> nemůžeme rozhodnout, zda se jedná o korelaci, či nikoliv
- Interval <4-dD;4> poukazuje na statisticky významnou negativní autokorelaci

### Durbinovoh
- použijeme právě tehdy, pokud se v modelu nachází zpožděná vysvětlovaná proměnná

Statistika h má následující podobu:
{\displaystyle h=(1-d/2){\sqrt {\frac {T}{1-Ts_{b_{j}}^{2}}}}}, kde j značí j-tou vysvětlující zpožděnou proměnnou za podmínky, že {\displaystyle s_{b_{j}}^{2}<1/T}.
Statistiku h testujeme přes normované normální rozdělení N(0;1), kdy pro
- {\displaystyle h<\left|U_{1-\alpha }\right|} předpokládáme sériovou nezávislost náhodných složek
- {\displaystyle h\geq \left|U_{1-\alpha }\right|} usuzujeme na autokorelaci

## Postup v případě identifikování autokorelace náhodných složek
1. ověřit správnost modelu (jestli se nejedná o kvaziautokorelaci)
2. logaritmování nebo semilogaritmování dat
3. transformace dat v matici pozorování X pomocí matice T - tzv. Praisova-Winstenova transformace

{\displaystyle T={\frac {1}{\sqrt {1-\rho ^{2}}}}*{\begin{pmatrix}{\sqrt {1-\rho ^{2}}}&0&\dots &0&0\\-\rho &1&\dots &0&0\\0&-\rho &1&\dots &0\\\vdots &0&\ddots &\ddots &0\\0&0&\dots &-\rho &1\\\end{pmatrix}}}
což vyústí v následující podobu modelu, který již bude poskytovat při použití metody zobecněných nejmenších čtverců vydatné i asymptoticky vydatné odhady regresních parametrů:
{\displaystyle y_{t}-\rho y_{t-1}=\alpha (1-\rho )+\beta (X_{t}-\rho X_{t-1})+e_{t}.\,}